# 伊達隆宗
伊達 隆宗（だて たかむね、生没年不詳）は、久保田藩重臣。国分氏の後身の秋田伊達氏3代目当主。父は伊達宣宗（左門）。母は佐竹義種の妹。幼名は自然丸。通称は外記。妻は久保田藩家老の宇都宮光綱（帯刀）の娘。子女は梅津内蔵允室、伊達処時、信太内蔵助室、今宮永教（外記）室。

## 経歴
元和8年2月（1622年）、父の宣宗がキリシタン同様に藩より邪宗門とされた大眼宗の指導者である厳中捕縛に失敗して改易されて後、寛永6年（1629年）に久保田藩に戻って横手西方坂井田の水沢に幽居して寛永9年（1631年）に死去するが、この間に生まれたとされる。
父の死後、佐竹南家出身の母は百方奔走した結果、寛永10年（1633年）2月26日、佐竹義宣の死去により家督を相続した藩主佐竹義隆の正室が佐竹南家の佐竹義章の娘ということもあってか、寛永21年1月1日（1644年2月8日）に家格引渡二番坐、石高560石で秋田伊達家の家名再興が認められる。
宣宗と同じく、藩主の佐竹義隆より偏諱を拝領する。